# 相応 (僧)

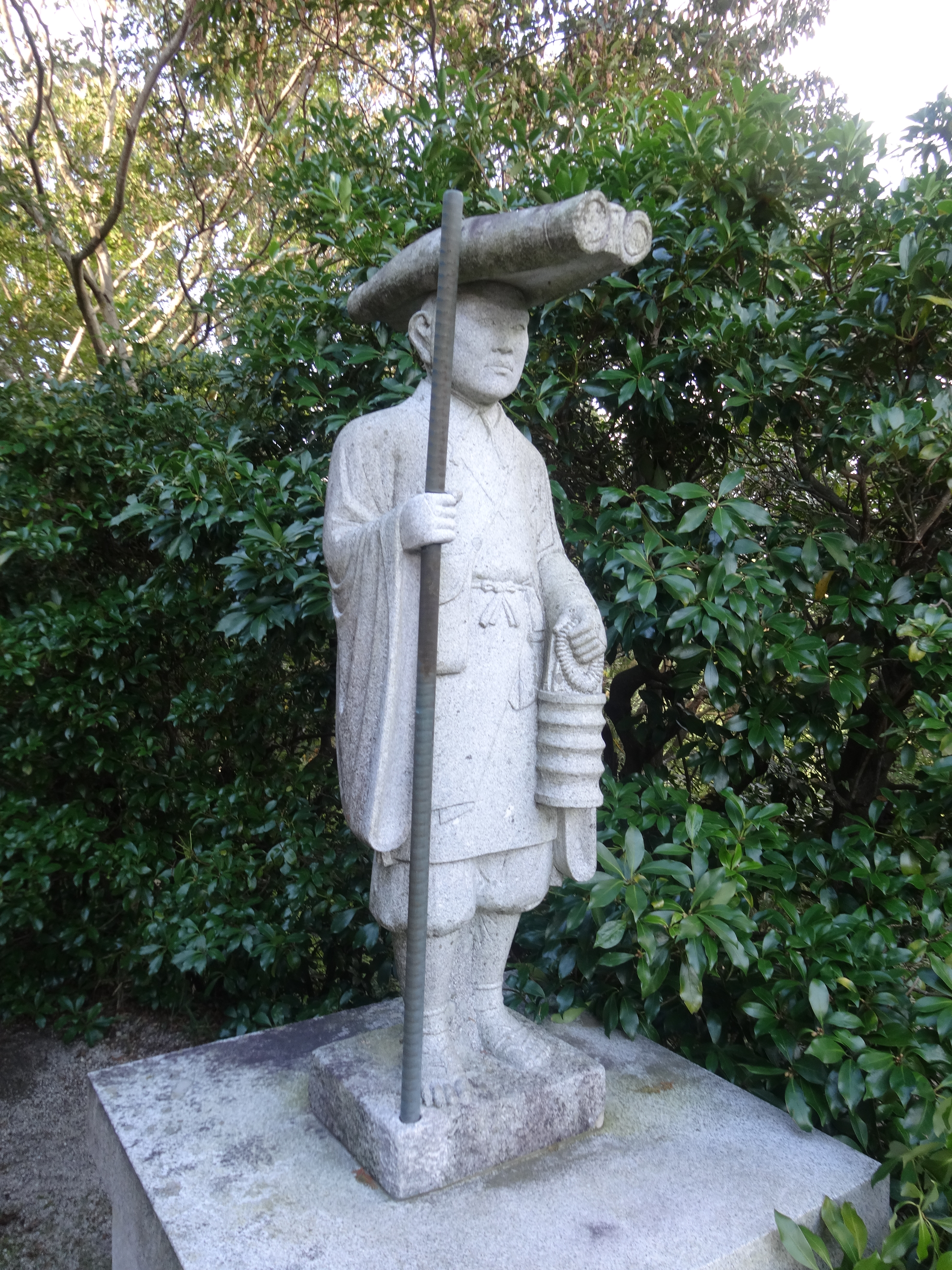
相応和尚像（無動寺明王堂）

相応（そうおう、天長8年（831年） - 延喜18年11月3日（918年12月8日））は、平安時代前期の天台宗の僧。一般的には相応和尚（そうおうかしょう）と記述されている事が多い。建立大師（こんりゅうだいし）ともいう。
近江国浅井郡の人で、俗姓は櫟井氏。比叡山に無動寺を開創。千日回峰行の祖とされ、数々の霊験譚が伝えられている。なお、最澄の伝教大師、円仁の慈覚大師の諡号は、相応の奏請による。

## 生涯
- 承和12年（845年） - 15歳のとき鎮操に随い比叡山に入る。
- 承和14年（847年） - 17歳のとき剃髪し十善戒を受ける。経典学習をすすめるうち、法華経常不軽菩薩品の学習に至って大菩提心を発し、不軽の行を修したいとの望みを抱くが、師に事えるのに差し障るため、その代わりとして毎日、中堂に花を折って供えた。中堂近くの房に住む円仁がこれに気づき毎朝観察したところ、6-7箇年の間1日たりとも供花を欠かさなかったという。
- 斉衡元年（854年） - 信心の堅さを円仁に認められ、度者に推薦されることになるが、受戒を切望して夜中に涙ながら祈っていた他の弟子に譲る。
- 斉衡2年（855年）[注釈 1] - 藤原良相（西三条大納言）が自分の身代わりに修行謹慎の者を得度させ、一生の師としたいと円仁に依頼。円仁は相応を選んで得度させ、良相から一字をとって「相応」の名を授ける。得度の後、誓いを立て12ヶ年の篭山に入る[注釈 2]。
- 天安2年（858年） - 円仁の命により、十二年籠山未了[注釈 3]だが下山し、藤原良相の娘・多美子（西三条女御）に憑いた悪霊を調伏する。最初の霊験とされる。（#伝説参照）
- 貞観元年（859年） - 大願を発して3箇年の間、比良山中の安曇川の滝に篭り粒食を絶ち蕨類を食す。この際、滝の中に不動明王の姿を感得し、葛川明王院を開いたとされる。
- 貞観3年（861年） - 誓いの3箇年が未了であったが、清和天皇の勅命により参内して阿比舎の法[注釈 4]を行ずると松尾明神が降臨。褒賞に度者、御衣を賜るが固辞。（#伝説参照）
  - この年、再び女御・多美子が病にかかる。良相の依頼により加持し、これを平癒せしめる。良相から謝礼に宝剣「巴子国剣」（巴子（ペルシア）国の剣=アキナケス?）を贈られる。
  - 相応の依頼を受けた女御・多美子、良相の斡旋により、師・鎮操が定心院十禅師に任ぜられる。
- 貞観4年（862年） - 吉野の金峯山に登り、3箇年の安居に入るも、夢告により中止し叡山に帰る。（#伝説参照）
  - この年の秋、勅命により参内し、呪をもって清和天皇の歯痛を治癒させる。褒賞に僧綱の職位と度者を賜るが固辞。（#伝説参照）
- 貞観5年（863年） - 等身の不動明王像を造る。
- 貞観7年（865年） - 仏堂を建て、先に造った不動明王像を安置し、無動寺と名づける。
  - この年、皇太后・藤原明子（染殿皇后）を悩ませる天狗を調伏する。（#伝説参照）
  - この年、良相から備前国の塩田を寄進されるが、自らの無動寺には入れず延暦寺に入れる。
- 貞観8年（866年）7月14日 - 相応の奏請により、朝廷は最澄に伝教大師、円仁に慈覚大師の諡号を贈る。
- 元慶6年（882年） - 関白・藤原基経の上奏により、無動寺が天台別院となる。
- 元慶7年（883年） - 円仁の遺命により常行堂を建て直す。
- 仁和元年（885年） - 光孝天皇女御で宇多天皇の母の班子女王（六条皇后）を加持して病を治す。
- 仁和3年（887年） - 日吉社に宝殿を建立する。
- 寛平2年（890年） - 勅命により参内し宇多天皇の歯痛を治す。褒賞に法橋の職位と数多の度者を賜るが固辞。内供奉十禅師に配され御衣を賜るが再び固辞。しかし、左大臣・藤原基経に「皇命に背くようなものではないか」と諌められ、内供奉と御衣を受ける。ただし、内供奉の供米、御衣とも延暦寺に入れる。
- 延喜3年（903年） - 左大臣・藤原時平に請われ、重病の玄照を救う。（#伝説参照）
  - この年、加持して醍醐天皇の病を治す。度者2人と御衣を賜る。
  - この年、基経の娘で醍醐天皇の女御（後に中宮）藤原穏子（五条女御）が臨月に際し邪気に悩まされる。藤原時平に請われ不動法を修し、無事、保明親王を出産。
- 延喜11年（911年） - 公私の縁に引かれて常に禅定の観を破ってきたことを嘆き、万事を排して7、8年間、山中の一室に篭ることを決意。
- 延喜18年（918年）11月3日 - 無動寺で入滅。

## 人物・逸話
- 同時代の学者・菅原道真とは親交が深く、道真が大宰府に向う際に淀川にて、道真自ら彫ったという小像と鏡一面を渡され、後々のことを託されたという。道真薨去後、それらを自身の出生寺である来生寺、その隣の北野社へそれぞれ祀ったとされる。

## 伝説
瀕死の西三条の女御を治す―最初の霊験
天安2年（858年）、右大臣・藤原良相の娘・多美子（のちに清和天皇の女御となる。西三条女御）が重病で瀕死の状態に陥った。良相はしきりに書状を送り相応の助けを求めたが、相応は天台宗で定められた得度後12ヶ年の篭山修行に入ってまだ4年目であり、本来、山門を出てはならない身の上であった。しかし、師・円仁は、良相が自分の身代わりに相応を得度させたのは、相応の祈念の力を頼るためであり、この急難に当って、良相の要請を断り篭山の誓いを守るのは、知恩の旨に背き、利生の意を違えるものであると諭し、速やかに良相邸に行くよう命じた。
相応が良相邸に行くと、そこには各山各寺の名僧が所狭しと集り祈祷していた。粗末な布をまとった相応は下劣の者とみなされ、相応はへりくだって殿中には上がらず軒下に座って呪を唱えた。ほどなくして悪霊を呪縛したが、誰も彼も自らが呪縛したものと申し立て、誰の験かわからない。すると、その霊が几帳を飛び越え相応の前に来て踊りながら叫び声を上げた。相応が霊にもとの所に帰るよう命じると、また几帳の中に飛びかえり、しばらくして屈伏のことばを述べた。良相は感激歓喜し、居並ぶ人々は驚いて相応を見た。
宮中で阿比舎の法を行じ、松尾明神を降臨させる
貞観3年（851年）、相応は清和天皇の勅命により参内し、阿比舎の法を行った。二人の童子を呪縛し「何物か」と尋ねると、「松尾明神だ」と答えた。天皇が疑問に思っていたことどもを蔵人頭の藤原基経に尋ねさせたところ、いずれも明快に解決した。ところがその後、典侍の藤子がほかの事を問うと、明神は答えなかったので、藤子は「もしや狐狸の類ではないかしら」と馬鹿にした。しばらくして、藤子は急病にかかり私宅に退出し、4日後に亡くなった。
金峯山で安居の最中に金剛童子が夢に現れる
貞観4年（852年）、吉野の金峯山で3ヵ年安居に入ったが、相応の夢のなかに3人の童子が現れ、「われらは金剛童子である。そなたの師・円仁和尚の命でやって来た。だが、まだそなたの力ではわれらを使うことはできぬようだ。ひとまず帰って、後日また来よう。努力しろ。努力しろ」と告げた。その年の内に安居を中止し、比叡山に戻った。
清和天皇の歯痛を治す
貞観4年の秋、相応は勅命により参内し、清和天皇の歯痛を治すべく加持。耐え難かった歯痛が消え、その晩天皇は安眠できた。明け方相応は理趣経を唱えた。天皇は目覚めた後「朕は夢を見た。8人の高僧が上人の声にしたがってともに加持していた。目が覚めたら、痛んでいた歯がいつの間にかどこかに抜け落ちてなくなっていた。上人の験徳の徴だ」と仰った。そこで相応は「今朝、理趣経を唱えました。この経の八大菩薩が御身を守り奉ったのかもしれません」と申し上げた。天皇はいよいよ感嘆した。相応が退出して坊に戻ると、経函の上に一本の歯が載っていた。相応は侍従を呼び、その歯を献上した。天皇は「これこそ聖人というべきだ」と称嘆した。
染殿皇后を悩ませる天狗を調伏する
貞観7年（855年）、清和天皇の母、皇太后・藤原明子（染殿皇后）は天狗に悩まされていた。諸寺の高僧にも調伏できる者がおらず、天狗は「三世の諸仏の化身でなければ、誰も我を降し我名を知ることはできぬ」と放言していた。そこで相応が召され加持したが、2、3日しても験がない。相応は叡山に戻り不動明王に祈ったが、明王像は相応を避けるように西へ東へと向きを変えてしまう。相応は涙を流し祈りながら、自分にどのような罪過があって背を向けられるのか問うたところ、明王は答えて言った。「かつて真済僧正は不動明王呪を持していた。その真済が今、邪執により天狗道に堕ち、皇太后を悩ませているのだ。私は明王呪を持している者を後生まで守護するという誓いを立てている。だから明王呪では彼を縛ることはできない。まず『あなたは真済僧正の後生ではありませんか』と天狗に告げ、彼が頭を下げたところで大威徳呪をもって加持すればよい。私は邪執を除き彼を仏道に赴かせるためにこれを教えるのだ」後日、相応が再び宮中に召され、明王の教え通りにすると、天狗は屈服し、しばらくして解脱した。その後、皇太后が悩まされることはなかった。
瀕死の玄照律師を救う
延喜3年（903年）、玄照（天台僧。当時60歳。のち権律師）が重病で瀕死の状態にあった。左大臣・藤原時平（堀河左大臣）が玄照の僧房に相応を呼んで、7ヶ日の不動法を修させたところ、6日目、炉壇の猛火の上に大日如来と不動明王が並んで顕現した。その姿は相応と玄照だけに見え、他のものには見えなかった。玄照は「和尚の験徳のおかげで如来の顕現を目の当たりにし、死の淵を脱し再生したことを知りました。私は不徳の者ですが、このご恩はけっして忘れません」と涙を流して感謝した。
不動明王に祈って天上に昇る
延喜15年（915年）、相応は不動明王像に往生を祈念した。すると、夢の中で明王は相応を須弥山の頂上に連れて行き、十方浄土を見せて「願い求める浄土に往生するがいい」といった。目覚めて相応は感激し涙で衣をぬらした。その後、都率天の内院への往生を祈念すると、夢の中で都率天の外院に至った。内院にいた慈慶大徳（伝未詳）が相応の来るのを見て、紫磨金の獅子に乗り出て来て「私は法華経読誦のおかげで内院に往生した。お前も早く本山に帰って、ひたすら法華経を転読しなさい」と諭した。その後、相応は法華経転読に専念した。
なお『法華験記』では、やや異なる内容になっている。相応は、現身のまま都率の内院に昇り弥勒菩薩に会って礼拝したいと、不動明王に祈った。はじめ明王は「下界のものが天上にいくことはできない。まして都率の内院は、次に仏となる最高位の菩薩の住処。その眷属として仕えるのもすでに煩悩を断じ尽くして証果を得た者だ。凡夫の身でたやすく昇ることができようか」と拒んだが、その念願の深さを知り、行者の念願を助けるという本願にしたがって、相応を連れ都率天に昇った。だが、外院を過ぎ内院に向かうところで、門を守る天人が相応を行くてを遮り「明王の本誓の力によってここまで来ることができたが、お前にはまだ内院に来られる善根がない。なぜなら、お前はまだ法華経を読誦できず、四種三昧の修行もできない。早くもといたところに帰って法華経を読誦し、妙恵を思惟し、その善根をもってこの天に往生するがよい」と告げた。相応は下界にくだり、法華経を読まず一乗を修行しなかったことを涙を流して懺悔した。そして、老後に臨んではじめて法華経を読み、一乗に信帰した。